# A.M.O.U.R (album de Calogero)
Pour les articles homonymes, voir A.M.O.U.R et Amour (homonymie).
Albums de Calogero
Centre ville
(2020) X
(2024)
Singles
1. Le Hall des départs (en duo avec Marie Poulain)
Sortie : 24 mai 2023
2. A.M.O.U.R
Sortie : 7 juillet 2023
3. Dénouement heureux
Sortie : 25 août 2023

A.M.O.U.R est le neuvième album studio de Calogero sorti le 8 septembre 2023.

## Liste des titres
| No  | Titre                                                   | Paroles                      | Musique                                 | Durée |
| --- | ------------------------------------------------------- | ---------------------------- | --------------------------------------- | ----- |
| 1.  | A.M.O.U.R                                               | Calogero - Bruno Guglielmi   | Calogero- Bruno Guglielmi - Gioacchino  | 3:46  |
| 2.  | Donne                                                   | Bruno Guglielmi - Paul École | Calogero - Bruno Guglielmi - Paul École | 3:51  |
| 3.  | Juste une chanson                                       | Paul École                   | Calogero - Paul École                   | 4:22  |
| 4.  | La nuit n'est jamais noire (en duo avec Gaëtan Roussel) | Pierre Riess                 | Calogero - Pierre Riess                 | 3:06  |
| 5.  | Dénouement heureux                                      | Marie Selepec dite Poulain   | Marie Poulain - Gioacchino              | 3:22  |
| 6.  | Derrière ma fenêtre                                     | Paul École                   | Calogero - Gioacchino - Paul École      | 4:22  |
| 7.  | Le Hall des départs (en duo avec Marie Poulain)         | Marie Selepec dite Poulain   | Calogero - Marie Poulain                | 4:11  |
| 8.  | Rien comme les autres                                   | Dominique A                  | Calogero - Dominique A                  | 4:40  |
| 9.  | Cache cache                                             | Calogero - Marie Poulain     | Calogero - Marie Poulain                | 2:47  |
| 10. | Si tu passes par là                                     | Marie Poulain                | Calogero - Marie Poulain                | 3:55  |
| 11. | Marie                                                   | Paul École                   | Calogero - Paul École                   | 4:48  |

## Clip vidéo
- Le Hall des départs (en duo avec Marie Poulain) : 20 juillet 2023